# 低成本客运楼
低成本客运楼又称廉价航站楼或廉价航空终站，指的是一种为低成本航空公司的需求而设计的特殊航站楼。虽然在欧洲不同的航站楼收费并不一致的现象非常普遍。但通常所认为的廉价航站楼这一理念是由亚洲航空的首席执行官东尼在吉隆坡国际机场所提出的。

## 描述
在某些情况下，低成本客运楼的设计类似于某些旧式机场，例如曾经的香港启德机场。将装修尽量简化可以显著降低日常运营的开支，同样可以降低廉价航空公司的开支以至惠及他们的乘客。相对于普通机场而言，它在这些方面降低了成本：
- 建筑上：
  - 放弃昂贵的建筑设计，以简易四方仓库式设计取而代之。
  - 较低的层高，有些僅一層樓，以減少電梯、電扶梯的設置需求，並降低空調費用。
  - 放弃使用大量钢结构以及外表玻璃设计以降低空调开支[1]
- 配套设施：
  - 可能在餐馆和免税店上的选择余地更少。
  - 装饰可能为大量的航空公司广告。
  - 通常不設機場貴賓室
  - 與其他航站樓及火車站、巴士站之間的接駁服務簡化，可能僅有接駁巴士、步行通道而沒有軌道運輸系統。
- 地勤设施：
  - 电动步道、空桥被摆渡车和登机梯所取代。（这可以使飞机需要的地勤时间缩短[2]，降低落地费用和提升飞机利用率）
  - 行李处理流程将更为简化。

雖然較一般航廈簡化，但这些航站楼同样拥有现代化的设施，例如免费的无线网络以及空调等。一项由德国Swason在2007年进行的研究显示，粗略估算，在马来西亚KLIA和新加坡樟宜机场所收取的落地费用，只是主航站楼的三分之二到四分之三。对于预算敏感型的承运商来说，任何节省的优势都是至关重要的
吉隆坡第二国际机场被宣传为世界上最大的为廉价航空公司打造的航站楼，其设计客运量为每年4500万人，建筑耗资13亿美元。于2014年5月2日正式投入商业运行。

## 现有/扩建廉价航站楼列表
- 墨尔本国际机场－澳大利亚首个廉价航站楼，T4航站楼目前由虎航澳洲和捷星航空共同使用。
- 马赛普罗旺斯机场－法国首个完全为廉价航空公司打造的航站楼。[4]
- 里昂圣埃克絮佩里机场－T3航站楼为廉价航空公司特许运营。
- 布達佩斯李斯特·費倫茨國際機場－虽然不是设计为廉价航站楼，但是T2航站楼使用费低于T1航站楼。
- 英迪拉·甘地国际机场－廉价航空多使用其T1航站楼。
- 蘇加諾-哈達國際機場－旧T3航站楼将被新T3航站楼取代，所有的廉价航空公司将移至T1或T2航站楼。
- 本-古里安国际机场－设计用于低成本国际航班的T1航站楼于2017年6月开始运营。
- 羅馬-菲烏米奇諾機場－T2航站楼专为廉价航空公司设计。
- 上海虹桥機場－2010年3月起，1号航站楼以低成本航空公司为主
- 那霸機場－2012年10月开始运营廉价航站楼。
- 关西国际机场－2012年10月开始运营的第二航站楼为日本首个廉价航站楼。
- 成田国际机场－2015年4月开始运营的第三航站楼。
- 中部国际机场－2019年9月开始运营的第二航站楼。
- 吉隆坡国际机场－吉隆坡第二国际机场（Klia2，即第二航站楼）－2014年5月投入运营 是一个可容纳廉价航空公司的混合航站楼。
- 亞庇國際機場－符合廉价航站楼的概念，但并不是真正意义上的廉价航站楼。
- 華沙莫德林機場－专为廉价航空公司打造的机场。
- 新加坡樟宜机场－原有的廉价航站楼将升级客运量至每年可运送700万乘客。